# Takayuki Kuwata
Takayuki Kuwata, född 26 juni 1941 i Hiroshima prefektur, Japan, är en japansk tidigare fotbollsspelare.